# Chiesa di San Giovanni Battista (Carpenedolo)
La chiesa di San Giovanni Battista è la parrocchiale di Carpenedolo, in provincia e diocesi di Brescia; fa parte della zona pastorale della Bassa Orientale del Chiese.

## Storia
Si sa che una chiesa a Carpenedolo, dedicata al Battista, venne visitata nel 1541. 
Nel 1693 si decise di edificare una nuova chiesa e il progetto fu affidato al capomastro Giacomo Mirani e, il 1º aprile di quell'anno, fu posta la prima pietra. Nel 1705 venne costruita la sacrestia, nel 1720 demolito il campanile cinquecentesco e, nel 1783, ampliata la parrocchiale.
Nel 1854 fu inaugurato il nuovo organo e, tra il 1902 ed il 1903, venne rifatta la facciata su disegno di Luigi Tombola.

## Descrizione
L'edificio, in stile barocco ha pianta a croce latina, con navata unica e altari laterali. Ospita all'interno una pala d'altare settecentesca, di autore ignoto, con la Natività di san Giovanni Battista, di dimensioni monumentali (80 m²). Agli altari laterali sono tele con Il martirio di san Bartolomeo de' Maffei, patrono della città, L'ultima cena, San Francesco riceve le stimmate (opera di F. Zugno) e Martirio di san Lorenzo, opera di Gandin Vecchio. 

Le pareti, la volta e la cupola sono ricoperti da affreschi.

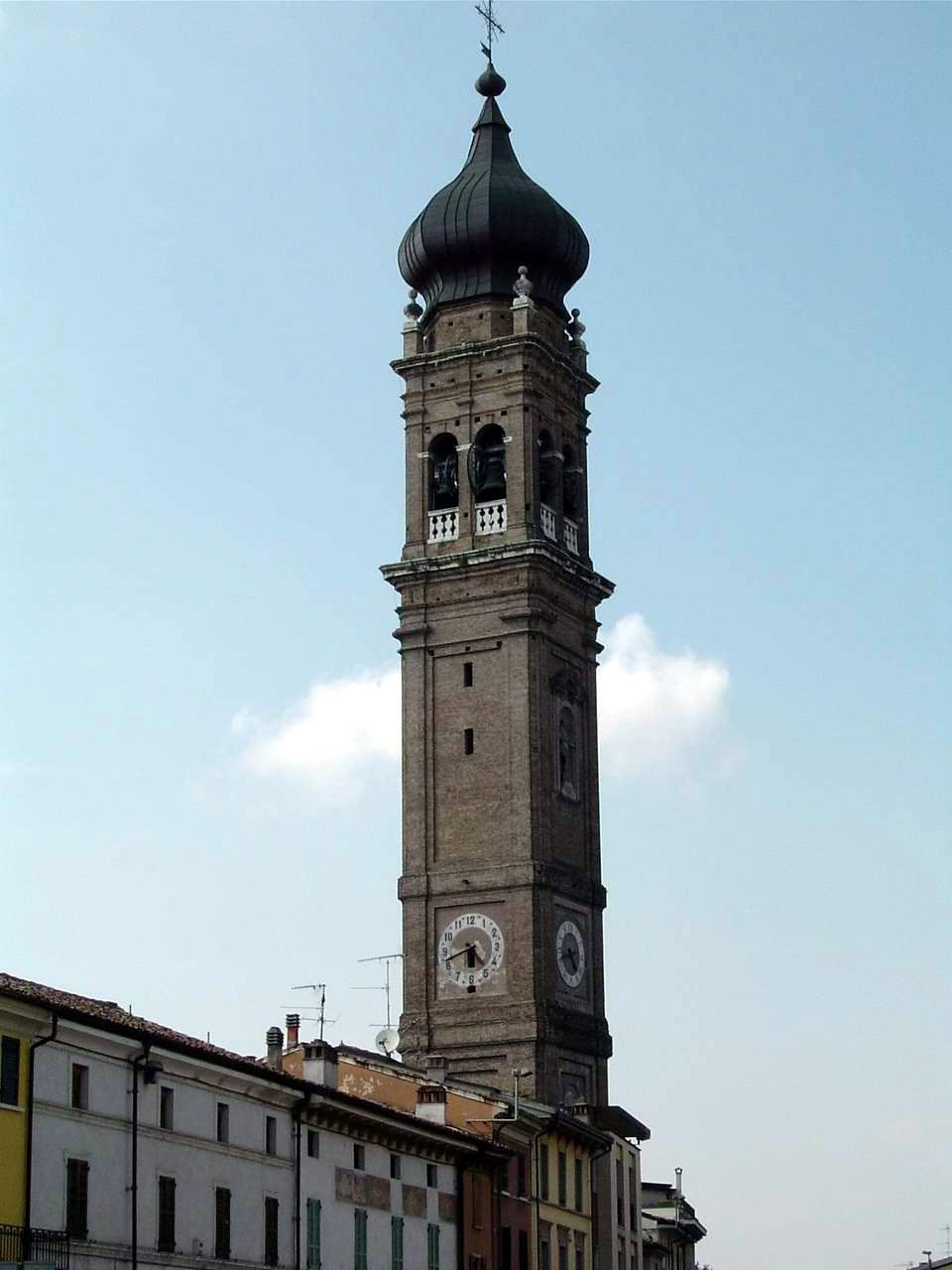
Torre nuova

## Campanile
La torre campanaria, detta anche Torre nuova, venne eretta in stile barocco a partire dal 1726, al posto di quello vecchio, demolito nel 1720 in quanto pericolante. Fu costruita a spese della comunità su un'area di proprietà privata di fronte alla chiesa, su progetto dell'architetto di Lonato Paolo Soratini. Venne terminata nel 1736 e raggiunge un'altezza di 66 m.
Inizialmente aveva quattro campane, sostituite dalle nove attuali, fuse nel 1843 dal bresciano Innocenzo Maggi. Le nuove campane riportano sulla superficie esterna il nome del fonditore, motti latini, figure di santi in gloria e scene evangeliche. La copertura in bronzo, bruciata nel 1975 in quanto colpita da un fulmine, fu sostituita l'anno successivo.